# Molophilus uptoni
Molophilus uptoni är en tvåvingeart som beskrevs av Günther Theischinger 1988. Molophilus uptoni ingår i släktet Molophilus och familjen småharkrankar. Inga underarter finns listade i Catalogue of Life.